# Peru op de Olympische Zomerspelen 1900
Eén persoon uit Peru nam deel aan de Olympische Zomerspelen 1900 in Parijs. Het Internationaal Olympisch Comité geeft echter niet aan dat Peru meedeed aan de Spelen in 1900.

## Deelnemers en resultaten
(m) = mannen, (v) = vrouwen 

### Schermen
| Olympiër          | Discipline | Resultaat   | Prestatie      |
| ----------------- | ---------- | ----------- | -------------- |
| Carlos de Candamo | degen (m)  | 1ste ronde  | groep M: 3-6de |
| Carlos de Candamo | floret (m) | kwartfinale |                |

Argentinië · Australië · België · Bohemen · Brits-Indië · Canada · Cuba · Denemarken · Duitsland · Frankrijk · Griekenland · Groot-Brittannië · Haïti · Hongarije · Iran · Italië · Luxemburg · Mexico · Nederland · Noorwegen · Oostenrijk · Peru · Roemenië · Rusland · Spanje · Verenigde Staten · Zweden · Zwitserland · Gemengde teams